# Ойра-ойра (танец)
Ойра-ойра (Ойра, Полька ойра) — парный танец-полька в размере 2/4, темп умеренно быстрый. Появился в конце XIX века. Получил популярность в Восточной Европе.
Выполняется в парах по кругу. Блок движений повторяется несколько раз подряд: хлопанье в ладони, простые шаги, синхронное вытягивание ноги на «носок-каблук», заглядывание друг другу в лицо и другие. Исполнители во время танца часто скандировали «ой-ра!», откуда и происходит название танца. Позже у белорусов появились также и припевка:
Что за танец ойра, ойра!

До чего же ты стройна, стройна...

## История
Танец «ойра-ойра» упоминается с 1890-х годов. Первые инструментальные версии «польки ойра» были записаны на фонограф в начале XX века. «Полька ойра» вероятно появилась не раньше второй половины XIX века, и в начале XX века стала весьма популярна в славянской среде. А до Первой мировой войны «ойру» знали и любили уже немцы и финны.
«Польку ойра» танцевали на Кубани задолго до распространения танца в других регионах. Предположительно, рефрен «ойра-ойра» и мелодия танца восходят к традиционной музыкальной культуре адыгов и других кавказских народов и заимствованы в результате культурных контактов. В припевках говорилось об ухаживании, выборе партнёра и ожидание последующего замужества (женитьбы).
Перестань ты, соловейко,

У садочке щебетать.

Меня бабушка учила

Польку-ойру танцевать.

 Припев:

Ой-ра, ой-ра-ра,

Люблю Ваню-молодца.

Ой-ра, ой-ра-ра,

Любит Ванечка меня.
Распространившийся посредством грамзаписи лёгкий и весёлый танец стал исполняться гармонистами и ансамблями по всей России, а затем и в Европе. Европейский вариант «ойры», как правило, является продуктом постфольклорной эпохи.
Танец был широко известен и популярен чуть ли не по всей территории современной Украины. В украинском толковом словаре его происхождение связывают с литовско-белорусской песней к танцу-польке с характерным припевом «Ойра-ойра, ламцадрица, ойра-ойра». На Волыне существует сценическая версия — «Ойра с выкрутасами» в постановке А. Крыкончука, на музыку В. Штейнгольца. По мнению балетмейстера А. Крыкончука, танец имеет еврейское происхождение.
В Литве «ойра» стала популярной в 1980-е годы на гребне фольклорного движения, предположительно, из центральной Европы (Польши, Чехии).